# Nguyễn Thùy Ngoan
Nguyễn Thùy Ngoan sinh năm 1960 tại Bến Tre, hiện tại đang sống và làm việc tại Thành phố Hồ Chí Minh. Sinh ra trong một gia đình có truyền thống 12 đời làm thầy thuốc đông y, bà sớm kế thừa truyền thống gia đình khi mới 20 tuổi.

## Hoạt động đóng góp cho y học
Năm 1995 Từng làm trưởng khoa phòng chuyên xương khớp, da liễu y học cổ truyền bệnh viện đa khoa Nguyễn Đình Chiểu. Nơi đây bà đã nghiên cứu thành công phương pháp chữa những căn bệnh nan y như thoát vị đĩa đệm, sùi mào gà và đã được ứng dụng thành công.

Năm 2007 chuyển sang làm giảng viên tại Đại học Y dược Thành phố Hồ Chí Minh và tiếp tục những nghiên cứu mới, đóng góp cho nền y học cổ truyền hiện đại.

Năm 2014 đến nay, công tác tại một phòng khám miễn phí ở Thành phố Hồ Chí Minh.

## Giải thưởng
Năm 2010, được vinh danh là thầy thuốc, nhà khoa học ưu tú nhất.
Năm 2012, được trao giải thưởng nhà giáo có cống hiến lớn với nền y khoa Việt Nam.

## Danh ngôn
- Muốn có tất cả, trước tiên phải có sức khỏe